# Alterazione della struttura
Alterazione della struttura è l'unico album in formato LP del gruppo italiano Peggio Punx, autoprodotto e pubblicato col nome Peggio nel 1992 dalla Wide Records.
Il gruppo aveva precedentemente pubblicato due album in formato 12 pollici: Ci stanno uccidendo al suono della nostra musica nel 1984 e Cattivi maestri nel 1989.

## Tracce
1. Codex CPX 43577
2. Vola e vedrai
3. Non capiremo mai
4. Lei è tutto per lui
5. Aspetta
6. Corri voce
7. Balla con noi
8. Ultimo viaggio
9. Momenti
10. Attraverso lo specchio